# Deux impromptus (Cras)
Pour les articles homonymes, voir Impromptu.
Les Deux impromptus sont une œuvre pour harpe de Jean Cras composée en 1925.

## Présentation
La partition des Deux impromptus est signée « Lorient, à bord du Lamotte-Piquet, 3 décembre 1925 ». L’œuvre est dédiée au harpiste Pierre Jamet et publiée par les éditions Maurice Senart en 1926.

## Création
Les Deux impromptus sont créés par le dédicataire, Pierre Jamet, au cours d'un concert de la Société musicale indépendante le 1er juin 1927 à la salle Gaveau.

## Structure
L'œuvre est en deux mouvements, liés par un glissando :
1. Lent
2. Animé

La durée moyenne d'exécution de la pièce est de neuf minutes trente environ.

## Analyse
Selon Michel Fleury, Cras s’est efforcé de composer les Impromptus dans une « écriture directement adaptée aux exigences et ressources de la harpe : arpèges, accords brisés et ostinatos s’associent ici sans effort au pentatonisme qui était pour lui une seconde nature. » Ayant dans un premier temps esquissé la pièce au piano, il reçoit des conseils de Pierre Jamet pour une écriture plus idiomatique à la harpe.
Le premier impromptu s’ouvre comme un récitatif, le motif pentatonique en ré bémol émergeant peu à peu des arpèges, avant de faire apparaître un thème dans la partie centrale, « le chant en dehors », aux allures de « pagodes de rêve si chères à Debussy. »  
Le second impromptu regarde plutôt vers la Bretagne, « avec une danse animée : l’accent placé sur le temps faible confère une indéniable authenticité à cette fête  rustique. »
À la suite de la création de l’œuvre, la revue musicale Le Ménestrel souligne leur « jolie facture, mais dont la mélodie du premier ressemble étrangement au thème de la Première Arabesque de Debussy ». Louis Aubert relève pour sa part dans Paris-Soir que les Deux impromptus « mettent ingénieusement à contribution les ressources de l'instrument », si bien que la pièce est aujourd'hui encore au répertoire des harpistes français, comme parangon de musique impressionniste dédiée. 

## Discographie

### pour harpe
- Jean Cras, Flûte, harpe et cordes, par Marie-Pierre Langlamet (harpe), Timpani 1C1179, 2011.
- Jean Cras 1879-1932, par Rachel Talitman (harpe), Harp & company CD 5050-24, 2011.
- Widmung, Julia Wacker (17 juin, 2 juillet et 29 août 2021, Ars Produktion 2023, ARS 38 626) — Avec des œuvres d'Ernst Křenek, André Caplet, Alfredo Casella, Benjamin Britten et Heinz Holliger.

### pour piano
- Jean Cras, Maritime : Paysages, Danze et Impromptus par Jean-Pierre Ferey (piano), Skarbo DSK 1986, 1997.

### Partition
- Jean Cras, Deux impromptus pour harpe, Paris, Maurice Senart, 1926, 11 p. (OCLC 842136412, BNF 42927325) – rééd. Salabert (OCLC 1011525765).

### Ouvrages généraux
- Michel Duchesneau, L'Avant-garde musicale et ses sociétés à Paris de 1871 à 1939, Paris, Mardaga, 1997, 352 p. (ISBN 2-87009-634-8).

### Monographies
- (en) Paul-André Bempéchat, Jean Cras, Polymath of Music and Letters, Farnham, Ashgate, 2009, 569 p. (ISBN 978-0-754-60683-3, lire en ligne), p. 401-406.